# Afară, în întuneric
Afară, în întuneric (ebraică: עלטה, arabă: خارج في الظلام) este un film israelian care a avut premiera mondială la cea de-a 37-a ediție a Festivalului Internațional de Film de la Toronto, pe 7 septembrie 2012, și în Israel, la Festivalul Internațional de Film din Haifa, pe data de 5 octombrie a aceluiași an. Filmul marchează debutul regizoral al lui Michael Mayer.
Filmul îi are ca protagoniști pe Nicholas Jacob și Michael Aloni și urmărește relația amoroasă dintre Nimr Mashrawi (Jacob), un student palestinian la psihologie și Roy Schaefer (Aloni), un avocat israelian, în contextul conflictului israeliano-palestinian.
Filmul a fost primit cu ovații de către majoritatea criticilor de film, câștigând 16 premii la festivale precum cele de la Berlin, Chicago, Haifa, New York, San Francisco și Toronto, fiind de asemenea nominalizat pentru alte 18 premii.

## Sinopsis
Nimr (Nicholas Jacob), un ambițios student palestinian din Cisiordania, visează la o viață mai bună. Într-o noapte la un club gay din Tel Aviv, acesta îl întâlnește pe Roy (Michael Aloni), un avocat israelian care lucrează pentru firma tatălui său. Cei doi se îndrăgostesc, însă pe măsură ce relația lor se adâncește, aceștia se confruntă cu realitățile societății palestiniene care refuză să-l accepte pe Nimr pentru orientarea lui sexuală și cele ale societății israeliene care-l respinge pentru naționalitatea lui. Când Mustafa (Loai Nofi), prieten apropiat al lui Nimr, este prins de securitate că se ascunde ilegal în Tel Aviv și ulterior ucis, Nimr este forțat să aleagă între viața pe care el credea că o vrea și iubirea pentru Roy.